# Lijst van Alarmschijven in 1984
Deze hits waren in 1984 Alarmschijf bij Veronica op Hilversum 3:
| Nr. | Datum        | Artiest                                                                            | Titel                                                                              | Hoogste positie in Top 40                                                          |
| --- | ------------ | ---------------------------------------------------------------------------------- | ---------------------------------------------------------------------------------- | ---------------------------------------------------------------------------------- |
| 731 | 6 januari    | André van Duin                                                                     | Wij zijn de vuilnisman                                                             | 8                                                                                  |
| 732 | 13 januari   | Herman Brood & Henny Vrienten                                                      | Als je wint                                                                        | 10                                                                                 |
| 733 | 20 januari   | Tom Robinson                                                                       | Listen to the Radio (Atmospherics)                                                 | 3                                                                                  |
| 734 | 27 januari   | Doe Maar                                                                           | Macho                                                                              | 12                                                                                 |
| 735 | 3 februari   | Bandolero                                                                          | Paris Latino                                                                       | 12                                                                                 |
| 736 | 10 februari  | Clint Eastwood & General Saint                                                     | Stop That Train                                                                    | 3                                                                                  |
| 737 | 17 februari  | Rockwell                                                                           | Somebody's Watching Me                                                             | 2                                                                                  |
| 738 | 24 februari  | Video                                                                              | Somebody (Hey Girl)                                                                | 6                                                                                  |
| 739 | 2 maart      | Riccardo Cocciante                                                                 | Sincerita                                                                          | 14                                                                                 |
| 740 | 9 maart      | Daryl Hall & John Oates                                                            | Adult Education                                                                    | 4                                                                                  |
| 741 | 18 maart     | Spargo                                                                             | Lady                                                                               | 15                                                                                 |
| 742 | 23 maart     | Culture Club                                                                       | It's a Miracle                                                                     | 20                                                                                 |
| 743 | 30 maart     | Danny de Munk                                                                      | Ik voel me zo verdomd alleen                                                       | 1(2wk)                                                                             |
| 744 | 6 april      | Marsha Raven                                                                       | Catch Me                                                                           | 4                                                                                  |
| 745 | 13 april     | Golden Earring                                                                     | Clear Night, Moonlight                                                             | 11                                                                                 |
| 746 | 20 april     | Roger Waters                                                                       | The Pros and Cons of Hitch Hiking                                                  | 16                                                                                 |
| 747 | 27 april     | Orchestral Manoeuvres in the Dark                                                  | Locomotion                                                                         | 5                                                                                  |
| 748 | 4 mei        | Herman Brood & His Wild Romance                                                    | Tattoo song                                                                        | 23                                                                                 |
| 749 | 11 mei       | The Herreys                                                                        | Diggi-loo Diggi-ley                                                                | 5                                                                                  |
| 750 | 18 mei       | Duran Duran                                                                        | The Reflex                                                                         | 1(6wk)                                                                             |
| 751 | 25 mei       | Kajagoogoo                                                                         | Turn Your Back on Me                                                               | 16                                                                                 |
| 752 | 1 juni       | Spandau Ballet                                                                     | Only When You Leave                                                                | 2                                                                                  |
| 753 | 8 juni       | Ultravox                                                                           | Dancing with Tears in My Eyes                                                      | 6                                                                                  |
| 754 | 15 juni      | Bananarama                                                                         | Rough Justice                                                                      | 14                                                                                 |
| 755 | 22 juni      | Willie Nelson                                                                      | Always on my mind                                                                  | 17                                                                                 |
| 756 | 29 juni      | Scritti Politti                                                                    | Absolute (Scritti Politti)                                                         | 12                                                                                 |
| 757 | 5 juli       | Change                                                                             | Change of Heart                                                                    | 16                                                                                 |
| 758 | 12 juli      | Bronski Beat                                                                       | Smalltown Boy                                                                      | 1(2wk)                                                                             |
| 759 | 20 juli      | J. Blackfoot                                                                       | Taxi                                                                               | 19                                                                                 |
| 760 | 27 juli      | Laid Back                                                                          | White Horse                                                                        | 17                                                                                 |
| 761 | 3 augustus   | Ray Parker Jr.                                                                     | Ghostbusters                                                                       | 4                                                                                  |
| 762 | 10 augustus  | Split Enz                                                                          | Message to My Girl                                                                 | 13                                                                                 |
| 763 | 17 augustus  | Danny de Munk                                                                      | Mijn stad                                                                          | 2                                                                                  |
| 764 | 24 augustus  | Frida                                                                              | Shine                                                                              | 23                                                                                 |
| 765 | 31 augustus  | Level 42                                                                           | Hot Water                                                                          | 3                                                                                  |
| 766 | 7 september  | Drukwerk                                                                           | Carolien                                                                           | 18                                                                                 |
| 767 | 14 september | UB40                                                                               | If It Happens Again                                                                | 7                                                                                  |
| 768 | 21 september | Apollonia 6                                                                        | Sex Shooter                                                                        | 14                                                                                 |
| 769 | 28 september | Culture Club                                                                       | The War Song                                                                       | 5                                                                                  |
| 770 | 5 oktober    | Wham!                                                                              | Freedom                                                                            | 2                                                                                  |
| 771 | 12 oktober   | Paul Young                                                                         | I'm Gonna Tear Your Playhouse Down                                                 | 12                                                                                 |
| 772 | 19 oktober   | Sheila E.                                                                          | The Belle of St. Mark                                                              | 5                                                                                  |
| 773 | 26 oktober   | Giorgio Moroder & Philip Oakey                                                     | Together in electric dreams                                                        | 15                                                                                 |
| 774 | 2 november   | Eurythmics                                                                         | Sexcrime (Nineteen Eighty-Four)                                                    | 10                                                                                 |
| 775 | 9 november   | Ultravox                                                                           | Love's Great Adventure                                                             | 30                                                                                 |
| 776 | 16 november  | Madonna                                                                            | Like a Virgin                                                                      | 4                                                                                  |
| 777 | 23 november  | Depeche Mode                                                                       | Somebody                                                                           | 27                                                                                 |
| 778 | 30 november  | Foreigner & The New Jersey Mass Choir                                              | I Want to Know What Love Is                                                        | 6                                                                                  |
| 779 | 7 december   | Band Aid                                                                           | Do they know it's Christmas?                                                       | 1(3wk)                                                                             |
| 780 | 14 december  | Prince & The Revolution                                                            | I Would Die 4 U                                                                    | 3                                                                                  |
| 781 | 21 december  | Dan Hartman                                                                        | We Are the Young                                                                   | 15                                                                                 |
| -   | 28 december  | geen Alarmschijf ivm uitzending Top 100 aller tijden Editie 1984 II op Hilversum 3 | geen Alarmschijf ivm uitzending Top 100 aller tijden Editie 1984 II op Hilversum 3 | geen Alarmschijf ivm uitzending Top 100 aller tijden Editie 1984 II op Hilversum 3 |

1969 ·
1970 ·
1971 ·
1972 ·
1973 ·
1974 ·
1975 ·
1976 ·
1977 ·
1978 ·
1979 ·
1980 ·
1981 ·
1982 ·
1983 ·
1984 ·
1985 ·
1986 ·
1987 ·
1988 ·
1989 · 
1990 · 
1991 · 
1992 · 
1993 · 
1994 · 
1995 · 
1996 · 
1997 · 
1998 · 
1999 · 
2000 · 
2001 · 
2002 · 
2003 · 
2004 · 
2005 · 
2006 · 
2007 · 
2008 · 
2009 ·
2010 ·
2011 ·
2012 ·
2013 ·
2014 ·
2015 ·
2016 ·
2017 ·
2018 ·
2019 ·
2020 ·
2021 ·
2022 ·
2023 ·
2024 ·
2025